# Kona (département)
Kona est un département et une commune rurale de la province du Mouhoun, situé dans la région de la Boucle du Mouhoun au Burkina Faso. Il compte en 2019, 27 164 habitants.

## Villages
Le département et la commune rurale de Kona comprend un village chef-lieu (données démographiques de 2006) :
- Kona (3 412 habitants)

et seize autres villages :
- Blé (897 habitants)
- Dafina (997 habitants)
- Dangouna (1 252 habitants)
- Goulo (807 habitants)
- Kouana (1 608 habitants)
- Lah (3 721 habitants)
- Nana (1 279 habitants)
- Pie (1 497 habitants)
- Sanflé (637 habitants)
- Soungoulé (304 habitants)
- Tâ (771 habitants)
- Téna (468 habitants)
- Tona (944 habitants)
- Yankoro (125 habitants)
- Yoana (730 habitants)
- Zina (157 habitants)